# Tazio Nuvolari
Tazio Giorgio Nuvolari (Castel d'Ario, 16 de novembro de 1892 — Mântua,11 de agosto de 1953) foi um piloto de corridas italiano, de motocicletas e automóveis.

## Biografia
Comecou a competir em motos aos 28 anos, logo foi contratado pela equipe Bianchi. Nuvolari seria campeão italiano, mas nos treinos do GP de Monza sofreu um acidente que resultou em duas pernas quebradas. Após terem engessado suas pernas os médicos lhe aconselharam a deixar as corridas de moto. No dia seguinte entrou na corrida amarrado a sua moto, pediu aos mecânicos que o segurassem na largada e o agarrassem na chegada. A lenda de Tazio Nuvolari teve início nesse dia, quando ele ganhou a corrida. Começou a correr em automóveis em 1924 aos 32 anos de idade.
Em 1927 formou sua própria equipe comprando dois automóveis Bugatti 35BS junto a seu amigo e sócio Achille Varzi, mais tarde seu grande rival. Conhecido também por il mantovano volante (o mantuano voador).
Correu por varias equipes, entre elas a Alfa Romeo, Ferrari e a  Maserati.
Em 1932 Gabriele D'Annunzio presenteou Nuvolari com um emblema, uma tartaruga de ouro contendo a seguinte dedicatória: Para o homem mais rápido do mundo, o animal mais lento. Tazio considerou essa peça como um amuleto de boa sorte e passou a usá-lo em seu macacão. E também como seu símbolo.
Morreu em 11 de agosto de 1953, nove meses após ter sofrido provavelmente um enfarte ou uma trombose.

## Carreira
- Grande Prêmio da Bélgica: 1933
- Grande Prêmio da Inglaterra: 1938
- Grande Prêmio da França: 1932
- Grande Prêmio da Alemanha: 1935
- Grande Prêmio da Hungria: 1936
- Grande Prêmio da Itália: 1931 (em dupla com Campari), 1932, 1938
- Grande Prêmio de Mônaco: 1932
- Grande Prêmio da Iugoslávia: 1939
- Mille Miglia: 1930 e 1933
- Targa Flório: 2 vezes vencedor (1931 e 1932) uma com o melhor tempo de volta.

### Resultados no Campeonato Europeu de Automobilismo
| Temporada | Equipe           | Fabricante | 1       | 2       | 3       | 4       | 5       | Classificação | Pontos |
| --------- | ---------------- | ---------- | ------- | ------- | ------- | ------- | ------- | ------------- | ------ |
| 1931      | Scuderia Ferrari | Alfa Romeo | ITA 1   | FRA 11  | BEL 2   |         |         | 8             | 13     |
| 1932      | Scuderia Ferrari | Alfa Romeo | ITA 1   | FRA 1   | GER 2   |         |         | 1             | 4      |
| 1935      | Scuderia Ferrari | Alfa Romeo | BEL     | GER 1   | SUI 5   | ITA Ret | ESP Ret | 4             | 24     |
| 1936      | Scuderia Ferrari | Alfa Romeo | MON 4   | GER Ret | SUI Ret | ITA 2   |         | 3             | 17     |
| 1937      | Scuderia Ferrari | Alfa Romeo | BEL     | GER 4   | MON     |         | ITA 7   | 7=            | 28     |
| 1937      | Auto Union       | Auto Union |         |         |         | SUI 5   |         | 7=            | 28     |
| 1938      | Auto Union       | Auto Union | FRA     | GER Ret | SUI 9   | ITA 1   |         | 5=            | 20     |
| 1939      | Auto Union       | Auto Union | BEL Ret | FRA Ret | GER Ret | SUI 5   |         | 4=            | 19     |

## Resultados na24 Horas de Le Mans
| Ano  | Equipe              | Veículo               | Co-piloto      | Posição           |
| ---- | ------------------- | --------------------- | -------------- | ----------------- |
| 1933 | Soc. An. Alfa Romeo | Alfa Romeo 8C 2300 MM | Raymond Sommer | 1º Vitória global |